# Tây Sussex
Tây Sussex là một hạt của Anh. Tây Sussex nằm ở phía nam nước Anh, giáp với Đông Sussex (với Brighton và Hove) về phía đông, Hampshire ở phía tây và Surrey ở phía bắc và về phía Nam Eo biển Manche. Chichester ở phía tây nam là thị trấn hạt và chỉ có thành phố ở Tây Sussex, với các thị trấn lớn nhất là Crawley, Worthing và Horsham.
Tây Sussex có nhiều cảnh quan, bao gồm bãi biển, vùng đất thấp và vùng duyên hải. Điểm cao nhất của hạt là Blackdown, ở 280 m (919 ft). Tại đây có một số ngôi nhà trang trọng bao gồm Goodwood, Petworth House và Uppark và lâu đài như lâu đài Arundel và lâu đài Bramber. Hơn một nửa hạt là vùng nông thôn được bảo vệ, cung cấp các cơ hội đi bộ, đi xe đạp và giải trí khác.